# Stemmops orsus
Stemmops orsus là một loài nhện trong họ Theridiidae.
Loài này thuộc chi Stemmops. Stemmops orsus được Herbert Walter Levi miêu tả năm 1964.